# Miniopterus tao
A Miniopterus tao az emlősök (Mammalia) osztályának a denevérek (Chiroptera) rendjébe, ezen belül a kis denevérek (Microchiroptera) alrendjébe és a Miniopteridae családjába tartozó fosszilis faj.

## Tudnivalók
A Miniopterus tao a kínai Zhoukoudian barlangrendszerben élt a pleisztocén kor idején. Az állatot néhány alsó állkapocsnak köszönhetően ismerjük. 1963-ban, amikor felfedezték, a tudósok először azt hitték, hogy az állkapcsok a mai is élő hosszúszárnyú denevérhez (Miniopterus schreibersii) tartoznak, de aztán 1986-ban rájöttek, hogy egy különböző fajról van szó. A fosszilis faj nagyobb lehetett, mint a hosszúszárnyú denevér. Az alsó kisőrlők közti rész szűkebb volt, az alsó nagyőrlők belső fele pedig tömzsibb. Az állkapocsos átlag hossza 12 milliméter.

## Rendszertani besorolása
1934-ben a kínai Yang Zhongjian paleontológus volt az első, aki fosszilis denevéreket írt le Zhoukoudian környékéről. Ez a lelőhely híres a pekingi előemberről is. A Miniopterus taót 1963-ban Kazimierz Kowalski és Chuan-kuei Li írták le elsőként. A paleontológusok 48 alsó állkapocs alapján írták le az állatot, de nem Miniopterus taoként, hanem mint a hosszúszárnyú denevér egyik kihalt alakjaként. A 48 állkapocshoz hozzájárult még egy állkapocs, amelyet korábban Myotisnak véltek. 1986-ban Bronisław Wołoszyn e fosszilis állományt egyik írásában új fajként írta le, és ennek a Miniopterus tao nevet adta. Leírását a Lengyel Tudományos Akadémián található két állkapocs alapján dolgozta ki. Wołoszyn ezt az újonnan elnevezett fajt a schreibersii csoportba helyezte, de megjegyezte, hogy nem tekinti a hosszúszárnyú denevér ősének. Az állat a fajnevét, „tao”, a kínai taoista vallásról kapta.

## Előfordulása és lelőhelye
A Miniopterus tao csak a Zhoukoudian első számú lelőhelyéről került elő; a harmadik számú lelőhelyen is találtak Miniopterus-kövületeket, de ezeket valódi hosszúszárnyú denevérnek tekintik. Az első számú lelőhely a pleisztocén kori réteget foglalja magába, vagyis a 2 millió - 10 ezeréves korúakat. Ez a réteg a Miniopterus tao mellett tartalmaz Ia iót, Rhinolophusokat, Myotisokat és Homo erectust.

## Megjelenése
Wołoszyn két állkapocslelet alapján írta le a fajt; az egyik, sérült állkapocsban megmaradtak a fogak a harmadik előzápfogtól (p3) a harmadik zápfogig (m3), a másik, ép példányban a negyedik előzápfogtól (p4) a második zápfogig (m2). A Miniopterus tao a „schreibersii csoport” nagy testű példánya, mérete nagyjából megegyezik a Németországban talált, miocén korból származó Miniopterus rummeli-lelettel. Az állkapocs robusztus, általános hasonlóságot mutat a M. schreibersii-éhez. A foramen mentale (az állcsont külső oldalán lévő nyílás) az alsó szemfog és a második alsó előzápfog (p2) között van. Az állkapocs kampónyúlványa (az állkapocs hátulján lévő nyúlvány) alacsony, lekerekített; csaknem vízszintes, a hátulján enyhén kiemelkedő párkány köti össze a processus condylaris mandibulae-vel. A M. schreibersii-vel összehasonlítva a condylaris mandibulae karcsúbb, de a szögletnyúlvány (processus angularis) alapjánál (az állkapocs alsó-hátsó sarkánál) robusztusabb. Az M. rummeli állkapcsának hátsó része magasabbra nyúlik, a kampónyúlvány jellegzetesen feljebb található a processus condylarisnál.
Az állkapcsokon a megőrződött alveolusok (fogak előbújásának nyílásai) azt mutatják, hogy a p2 nagyjából a p3-mal azonos méretű, a Minipterus tristis csoportjától eltérően, ahol ez kisebb. Az M. tao előzápfogai egymáshoz közel ülnek, ami megkülönbözteti az M. schreibersii-től és az európai maradványoktól, köztük az M. rummeli-től. A p3 robusztus, jól kifejlett cingulummal (a fognyakon övszerűen kiemelkedő tompa léc). A korona trapéz alakú. A p4-ben tisztán látható a cingulum az elülső és az ajaki (külső) széleken. A korona háromszöges, a hátsó él egyenes, nem nyereg formájú, mint az M. schreibersii-nél. A zápfogak hasonlítanak az M. schreibersii-ére, de robusztusabbak, különösen a talonidek (a fog hátulján lévő csúcs-csoportok). Tíz felfedezett példány állkapcsának az átlag hossza 12 milliméter, a legnagyobb azonban 12,4 milliméter. Az állkapocs kampónyúlvány 3,1 - 3,3 milliméter magas. Az őrlők legfeljebb 4,4 milliméteresek.

### Fordítás
- Ez a szócikk részben vagy egészben  a   Miniopterus tao című angol Wikipédia-szócikk fordításán alapul.  Az eredeti cikk szerkesztőit annak laptörténete sorolja fel. Ez a jelzés csupán a megfogalmazás eredetét és a szerzői jogokat jelzi, nem szolgál a cikkben szereplő információk forrásmegjelöléseként.